# Kristof Konrad
Kristof Konrad, właśc. Krzysztof Wojsław (ur. 26 kwietnia 1962 w Giżycku) – polski aktor i trener aktorstwa.

## Życiorys
Urodził się w Giżycku jako syn Jadwigi, nauczycielki, i Mieczysława Wojsława, robotnika. Początkowo miał zostać inżynierem elektrykiem, ale w wieku 23 lat postanowił rozpocząć karierę aktorską. Był adeptem Teatru im. Juliusza Osterwy w Gorzowie Wielkopolskim (1983–1984) i Teatru Dramatycznego w Elblągu (1984–1985). W latach 1985–1987 studiował w PWST w Warszawie. Pracował z Andrzejem Wajdą i Jerzym Grotowskim. Przeniósł się do Rzymu, gdzie studiował z Alessandro Fersen w Fersen Studio. Początkowo występował we Włoszech, a od 1992 w USA. Gra w serialach telewizyjnych i filmach fabularnych.

## Filmografia
Filmy
- 1994: A Perry Mason Mystery: The Case of the Lethal Lifestyle jako polski spiker
- 1996: Dzień Niepodległości (Independence Day) jako rosyjski pilot
- 1999: Operacja Samum jako Jeff Magnus, agent CIA w Iraku
- 2000: The Dukes of Hazzard: Hazzard in Hollywood jako Misha
- 2006: Dzisiaj jest piątek jako malarz
- 2008: Hotel California jako Yuri
- 2009: Anioły i demony (Angels & Demons) jako polski reporter
- 2011: Paracusia jako Yuri
- 2012: Czarnobyl: Reaktor strachu jako Grotzky
- 2015: All These Voices jako Janusz
- 2016: Breathe jako dr Filip Kardel
- 2016: The Loner jako Kiril
- 2018: Red Sparrow jako  Dimitri Ustinov

Seriale
- 1995: Nowe przygody Supermana (Lois & Clark: The New Adventures of Superman) – odcinek pt. Chip Off The Old Clark jako Rebel Leader
- 1996: High Incident – odcinek pt. Christmas Blues jako Kronsky
- 1997: JAG – Wojskowe Biuro Śledcze (JAG) – odcinek pt. Cowboys & Cossacks jako rosyjski oficer komunikacji
- 1998: Beverly Hills, 90210 – odcinek pt. The Fundamental Things Apply jako Alex Veselic
- 1999: Ryan Caulfield: Year One – odcinek pt. Sex and St. Michael jako Lako
- 2001: V.I.P. – odcinek pt. A.I. Highrise jako Vanderwall
- 2001: Nagi patrol (Son of the Beach) – odcinek pt. From Russia, with Johnson jako Sergei
- 2001: Tajne akcje CIA (The Agency) – odcinek pt. Deadline jako major
- 2002: Agentka o stu twarzach (Alias) – 2 odcinki pt. The Box: Part 1 i The Box: Part 2 jako Endo
- 2004: Bez pardonu (The District) – odcinek pt. On Guard jako Gregor Bukantz
- 2006: Pentagon: Sektor E (E-Ring) – odcinek pt. War Crimes jako Ivan
- 2007: Kochane kłopoty (Gilmore Girls) – odcinek pt. I’m a Kayak, Hear Me Roar jako Stefan
- 2007: Jednostka (serial telewizyjny) (The Unit) – odcinek pt. Bedfellows jako klient
- 2008: Raising The Bar – odcinek pt. Bagels and Locks jako Andrei Markova
- 2009: Tożsamość szpiega (Burn Notice) – odcinek pt. Friends Like These jako Milovan Dragas
- 2010: Giganci (Gigantic) – odcinek pt. Pilot: Part 2jako Gustav
- 2010: Nikita (La Femme Nikita) – odcinek pt. 2: 2.0 jako Mirko Dadich
- 2010: Undercovers – odcinek pt. Crashed jako Borz
- 2012: Scandal –  odc. 1, sezon 1 jako polski ambasador
- 2014: Partnerki (Rizzoli & Isles) jako Aleksiej Osmański
- 2014: Intelligence jako Torbin Salvi
- 2015: House of Cards jako Borys Litski
- 2016: Agenci T.A.R.C.Z.Y. jako generał Androwicz
- 2016: Zoo jako Leonid Iwankow
- 2017: Skorpion jako menedżer Anton Eksteritsky
- 2018: Homecoming jako pan Heidl
- 2019: I Am the Night  jako Rachmaninoff